# Fransat
Fransat bezeichnet das seit 2009 über den Satelliten Atlantic Bird 3 codiert ausgestrahlte französische TNT-Programmpaket. Es besteht aus 19 TV-Sendern, 4 HDTV-Sendern sowie 8 Radiosendern.
In Frankreich trägt DVB-T die Abkürzung TNT für Télévision Numérique Terrestre. Die zusätzliche Ausstrahlung über Satellit soll es Haushalten, welche kein DVB-T empfangen können, ermöglichen, die kostenlosen Programme dennoch zu empfangen.
Zum Empfang wird eine handelsübliche Satellitenschüssel mit digitaltauglichem LNB benötigt. Diese muss auf den zum Eutelsat gehörenden Satelliten Atlantic Bird 3 (AB3) ausgerichtet werden, also auf 5° West.
Des Weiteren wird ein digitaler Satellitenreceiver mit VIACCESS-Kartenmodul sowie die Fransat-Dekoderkarte benötigt. Hierfür werden von Fransat Satellitenreceiver-Pakete vertrieben, die sogenannten „Pack Fransat“.
Die für den Empfang benötigte Chipkarte zur Dekodierung wird bisher ausschließlich in sogenannten 'Pack Fransat' mit digitalen Satreceivern vertrieben, ist also nicht einzeln erhältlich (Stand Oktober 2009). Fransat bietet aber auch ein CI+ Modul an, in dem die Karte funktioniert. Die Karte ist kostenlos und anders als bei TNTSAT 4 Jahre gültig, sie kann dann gegen Vorlage der alten Nummer für 15 Euro für jeweils weitere 4 Jahre erneuert werden, wobei der Versand und auch der Bestell-/ Bezahlvorgang strikt auf Personen begrenzt wird die sich in Frankreich aufhalten. Es wird geprüft, ob die IP-Adresse bei Onlinebestellung eine französische ist, nur französische Kreditkarten und französische Versandadressen sind zugelassen.
Zum Empfang der HD-Programme wird zusätzlich ein HD-fähiger Digitalreceiver benötigt, welcher ebenfalls als „Pack Fransat“ erhältlich ist.

## Programme

### TV-Programm
- TF1
- France 2
- France 3
- Canal+
- France 5
- M6
- Arte
- C8
- W9
- TMC Monte Carlo
- TFX
- NRJ 12
- La Chaîne parlementaire (LCP)
- France 4
- BFM TV
- CNews
- CStar
- Gulli
- France Ô

### TV-Programme in HD
- TF1 HD
- France 2 HD
- M6 HD
- Arte HD

### Erweitertes TV-Programmangebot
- TV5 Monde FBS
- KTO
- BMF Business
- Demain
- NRJ Paris
- TV8 Mont-Blanc
- Normandie TV
- TéléGrenoble Isère
- Mirabelle TV
- Vosges Télévision
- TLP

### Radioprogramme
- France Inter
- France Culture
- France Musique
- FIP
- France Info
- Le Mouv'
- BFM
- RMC